# 코겐의 폭포
코겐의 폭포(こがのたき)은 구마모토현 아소시에 있는 폭포이다. 간편하게 즐길 수 있는 고드름 폭포로 알려져 있다.

## 개요
숫폭포와 암폭포로 이뤄져 있으며, 폭포의 낙차는 각각 80m, 100m이다. 흐르는 수량이 부족하고, 암면이 꺾이는 정도로 빈약한 흐름으로 눈에 잘 띄지 않는다. 그러나 북서 계절풍이 불어 오는 겨울철(1월 ~ 3월)이 되면 그 모습을 변화시키면서 으리으리한 고드름 폭포로 변한다. 특히 낙차 100m 모두 얼어버린 숫폭포는 압권이며, 아소 칼데라의 곳곳에서 그 위용을 볼 수 있다. 한기가 사라지고, 얼음이 풀리면 곧 얼음 녹는 소리가 산기슭의 마을에까지 울려 퍼지게 된다. 이 소리는 현지에서 봄을 알리는 풍물로서 사랑받고 있다. 고드름을 빙실에 저장하여 여름철 질병 치료에 이용했다는 말도 있다. 또한 같은 아소 시에 센스이 협곡(仙酔峡)에는 낙차 약 6m의 마른 폭포가 있는데, 이쪽도 겨울철 얼음이 얼면 얼음 폭포가 된다.

## 교통
국도57호 坂梨 교차로에서 주차장 (유료)까지 약 2km. 주차장에서 폭포 아래까지의 산책로는 포장된 철제 계단 등도 잘 정비되어 있다. 폭포 아래에서 도보로 5분. 겨울철에는 지팡이와 스파이크가 있는 장화 등도 대여된다.

## 같이 보기
- 아소 산